# Фалмер (стадион)
Стадион «Фа́лмер» (англ. Falmer Stadium), текущее официальное спонсорское название — стадион «Американ Экспресс Коммьюнити» (англ. American Express Community Stadium), сокращённо «Амэкс» (англ. The Amex Stadium) — футбольный стадион в Фалмере вблизи Брайтона, графство Восточный Суссекс, Англия. Является домашним стадионом английского футбольного клуба «Брайтон энд Хоув Альбион» с 2011 года и вмещает более 30 тысяч зрителей. В сезоне 2017/18 стадион впервые принял матчи Премьер-лиги.
Администрация стадиона использует ястребов, чтобы отгонять от стадиона голубей и чаек. Хищные птицы отпугивают голубей, не позволяя им гнездиться на стадионе и «помогая сохранять его чистым».

## История
С 1901 года «Брайтон энд Хоув Альбион» выступал на стадионе «Голдстоун Граунд». В 1995 году совет директоров клуба продал девелоперам «Голдстоун Граунд», но решения по новому стадиону тогда принято не было. В 1997 году клуб был выселен со старого стадиона, который был вскоре демонтирован, после чего «Брайтон энд Хоув Альбион» выступал на «Пристфилде», стадионе «Джиллингема» на протяжении двух лет. С 1999 года клуб начал выступать на стадионе «Уитдин».
Площадка в Фалмере была выбрана местом строительства нового стадиона для клуба в сезоне 1998/99. За этим последовал долгий период согласований: в июне 2002 года городской совет Брайтон-энд-Хов дал разрешение на начало работ по планировке нового стадиона. Районный совет соседнего Льюиса был против планов по строительству стадиона в Фалмере, против выступали и многие местные жители. Хотя стадион расположен в черте города Брайтон-энд-Хов, его небольшая часть (северо-восточный угол) расположен в Льюисе (в настоящее время там располагается парковка). Также проблемой при согласовании плана строительства была близость кампуса Университета Суссекса. В связи со сложностью согласования планы по строительству утверждал лично вице-премьер Великобритании Джон Прескотт. Он согласовал планы по строительству стадиона 28 октября 2005 года, однако районный совет Льюиса оспорил это решение, после чего Прескотт отозвал своё согласование. Планы по строительству были вновь утверждены в июле 2007 года.

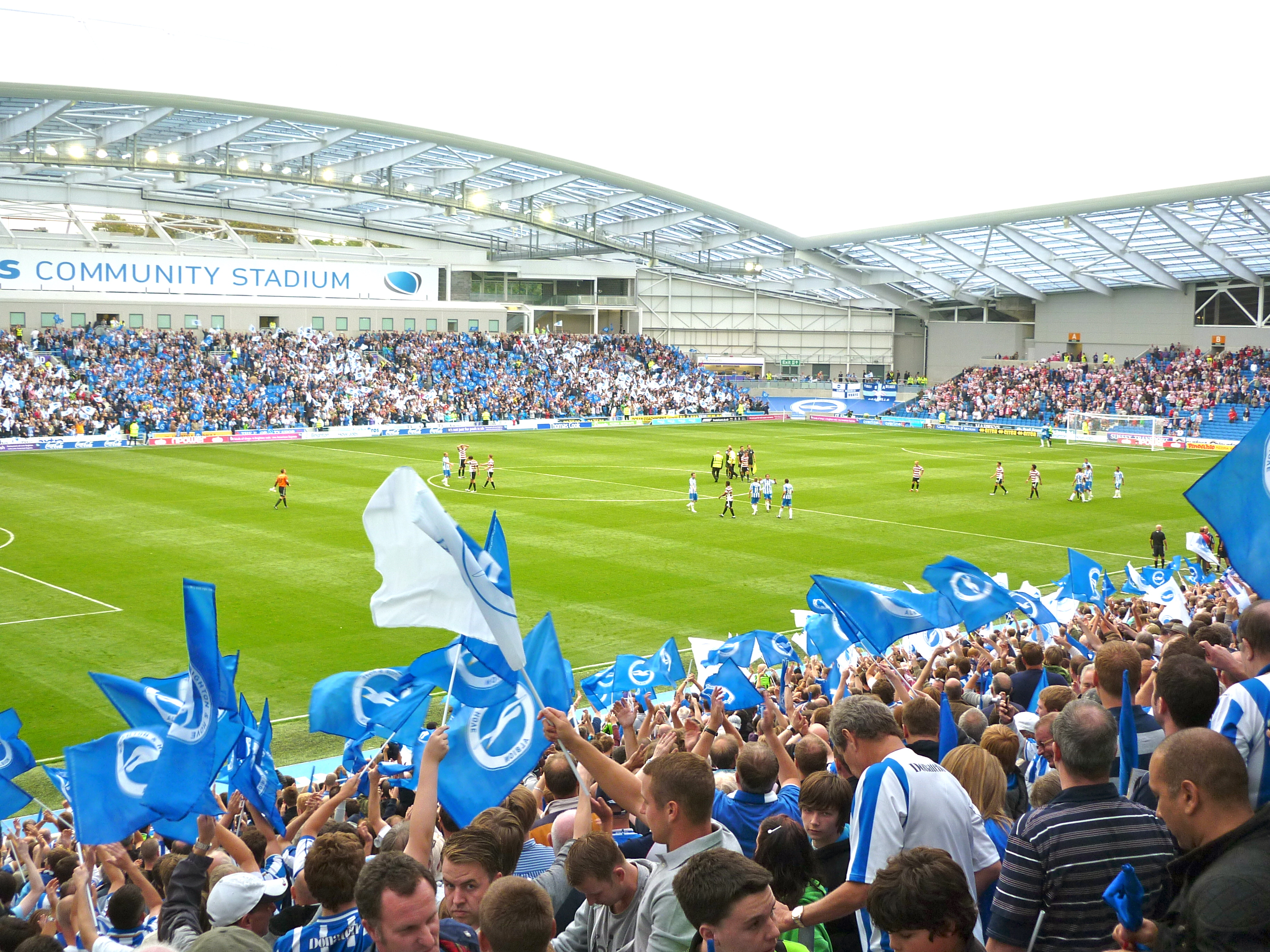
Первый официальный матч на стадионе, 6 августа 2011 года

Строительство стадиона началось 17 декабря 2008 года и завершилось в мае 2011 года.
Стадион был официально открыт 30 июля 2011 года, когда на нём прошёл товарищеский матч между клубами «Брайтон энд Хоув Альбион» и «Тоттенхэм Хотспур». Первый официальный матч на стадионе состоялся 6 августа 2011 года: в нём «Брайтон» принимал «Донкастер Роверс», одержав итоговую победу со счётом 2:1, хотя по ходу встречи проигрывал со счётом 1:0.
В начале 2012 года «Брайтон энд Хоув Альбион» подал заявку в городской совет об увеличении вместимости стадиона на 8 тысяч мест. Также в заявке было указано намерение о строительстве дополнительных лож, новых телевизионных помещений и ВИП-зон. 25 апреля того же года комитет по планировке городского совета дал единогласную поддержку этой заявке клуба. К началу сезона 2012/13 вместимость стадиона была увеличена до 27 250 мест, к декабрю 2012 года — до 27 750 мест и к концу сезона 2012/13 — до 30 750 мест.

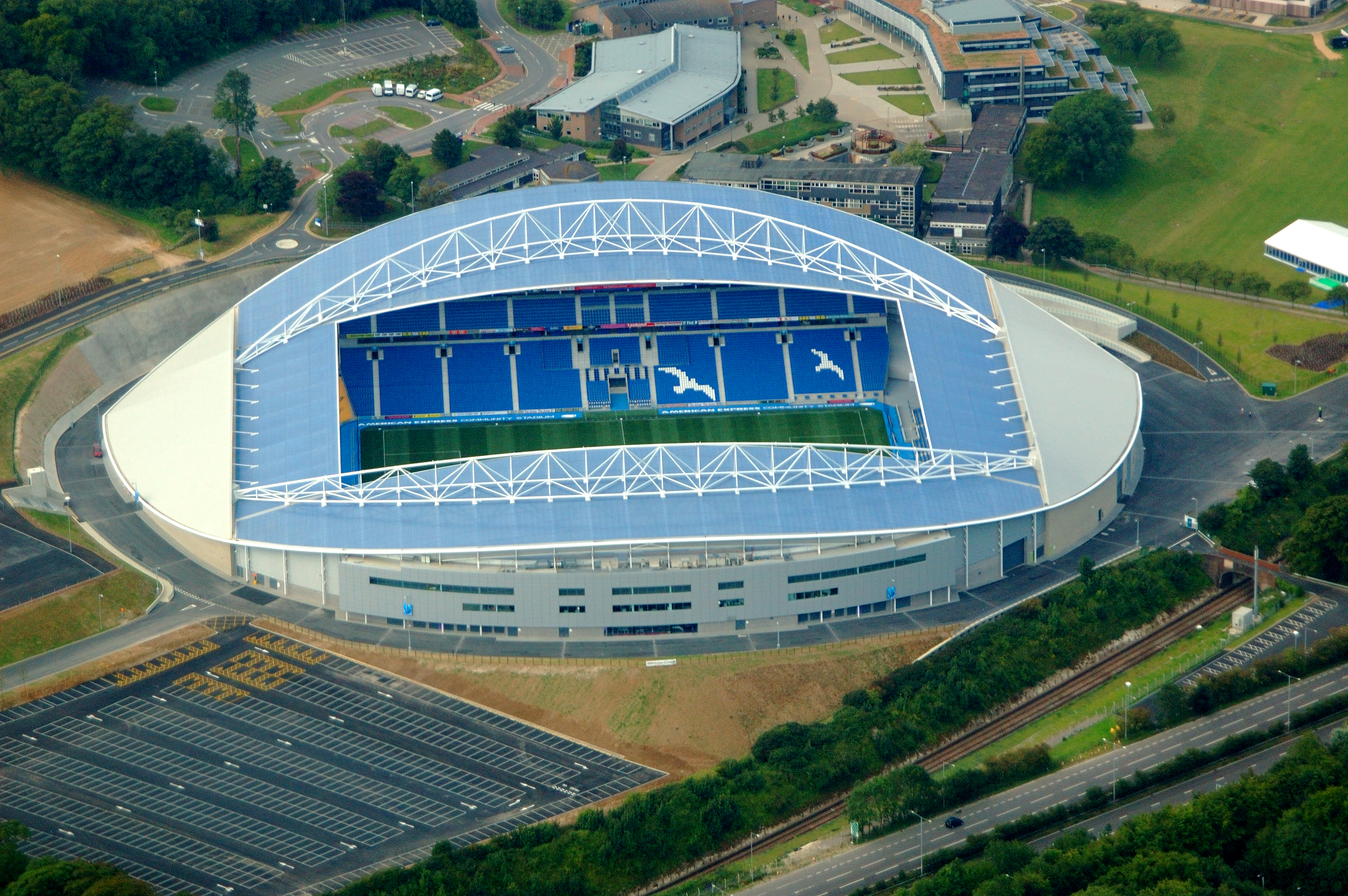
Вид на стадион с воздуха (2011)

25 марта 2013 года на стадионе прошёл матч между сборной Англии до 21 года и сборной Австрии до 21 года. Англичане одержали в нём победу со счётом 4:0.
Рекордная на данный момент посещаемость стадиона была зафиксирована 29 апреля 2017 года в матче Чемпионшипа против «Бристоль Сити» и составила 30 338 зрителей.

## Структура стадиона
Стадион состоит из четырёх трибун: двух основных (западной и восточной) и двух вспомогательных, расположенных за воротами (северной и южной).
Западная трибуна стадиона состоит из трёх ярусов и вмещает 11 833 зрителя, включая 14 вип-лож и премиум-зоны для болельщиков. Восточная трибуна (включающая семейную трибуну) вмещает 13 654 зрителя, причём 10 % мест на трибуне зарезервировано для болельщиков гостевых команд в кубковых играх. Северная трибуна стадиона вмещает 2688 зрителей. Южная трибуна вмещает болельщиков гостевых команд и содержит 2575 сидячих мест.
Кроме футбольных матчей на стадионе могут проводиться другие мероприятия, включая регбийные и хоккейные матчи, музыкальные концерты, конференции и выставки. На стадионе продаётся настоящий эль двух местных пивоваренных компаний, Harveys и Dark Star. Обе эти компании поддержали заявку клуба на строительство стадиона.
На стадионе также расположены залы для проведения банкетов и конференций, детский сад (ясли), 720 квадратных метров площадей для обучения, используемых Университетом Брайтона, 1200 квадратных метров офисных помещений, клубный магазин, билетные кассы и бар на 200 человек под названием Dick's Bar (названный в честь президента клуба, Дика Найта).